# Alexander Georgijewitsch Gorschkow
Alexander Georgijewitsch Gorschkow (russisch Александр Георгиевич Горшков; * 8. Oktober 1946 in Moskau; † 17. November 2022 ebenda) war ein  russischer Eiskunstläufer, der im Eistanz für die Sowjetunion startete.

## Karriere
Sein Vater war Georgi Iwanowitsch Gorschkow (Георгий Иванович Горшков, 1910–1968). Seine Mutter war Marija Sergejewna Gorschkowa (Мария Сергеевна Горшкова, 1912–1995).

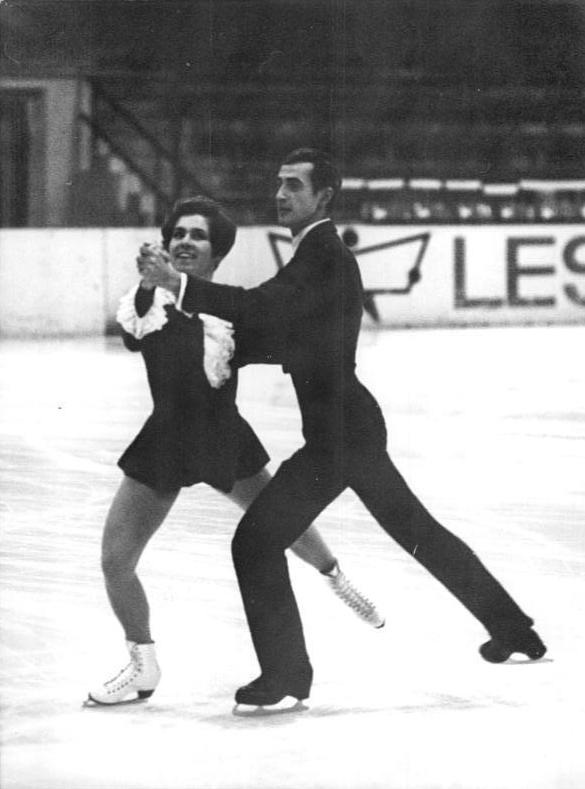
Pachomowa und Gorschkow 1969

1966 begann er mit dem Eistanzen und startete fortan mit Ljudmila Pachomowa. Ihre Trainerin wurde Jelena Tschaikowskaja. Zunächst galt Alexander Gorschkow als Läufer ohne wirkliche Perspektive. 1970 wurde das Paar jedoch nach langem Aufbau das erste Mal sowohl Europa- als auch Weltmeister und 1976 wurden sie gar die ersten Olympiasieger im Eistanz. Von 1970 bis zu ihrem Karriereende wurden sie bei Europa- und Weltmeisterschaften nur ein einziges Mal besiegt. Dieses Kunststück schafften die deutschen Geschwister Angelika Buck und Erich Buck bei der Europameisterschaft 1972. Insgesamt brachten es Pachomowa und Gorschkow auf sechs Europameisterschaftstitel (1970, 1971, 1973, 1974, 1975 und 1976) und auf sechs Weltmeisterschaftstitel (1970, 1971, 1972, 1973, 1974 und 1976), womit sie bei diesen Turnieren die erfolgreichsten Eistänzer der Geschichte sind. Der Originaltanz Pachomowa/Gorschkows von 1973, Tango Romantika, wurde später zum Pflichttanz.
1970 heirateten Ljudmila Pachomowa und Alexander Gorschkow. 1977 wurde Ljudmilas und Alexanders Tochter, Julija Alexandrowna Gorschkowa (Юлия Александровна Горшкова), geboren. Von 1977 bis 1992 war Alexander Gorschkow staatlich angestellter Eiskunstlauftrainer. 1984 wurde er Mitglied der technischen Eistanzkommission der Internationalen Eislaufunion (ISU). 1986 starb seine Ehefrau Ljudmila Pachomowa an Leukämie. 1988 wurden Pachomowa/Gorschkow in die World Figure Skating Hall of Fame aufgenommen.

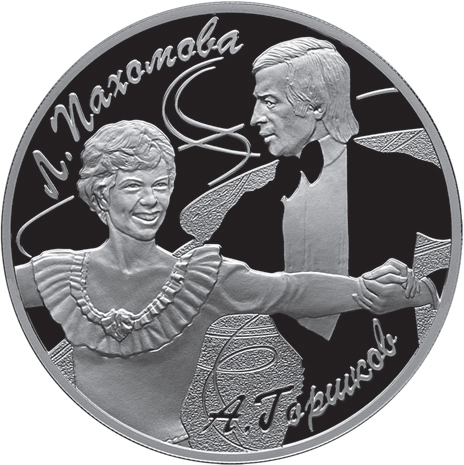
Silbersondermünze Russlands im Nennwert von 3 Rubel aus der Serie „Herausragende Athleten Russlands“ aus dem Jahr 2010.

Ab 1992 leitete Alexander Gorschkow die Abteilung Internationale Beziehungen im Russischen Olympischen Komitee. 1998 wurde er zum Vorsitzenden der technischen Eistanzkommission der ISU gewählt. Im Jahr 2000 wurde er Vizepräsident der regionalen Moskauer Eiskunstlaufföderation und Präsident der regionalen gemeinnützigen Gesellschaft „Kunst und Sport“ mit dem Namen „Ljudmila Pachomowa“. Im Jahre 2001 wurde er zum Mitglied des Exekutivkomitees des russischen NOK gewählt. Ab dem 4. Juni 2010 war Gorschkow Präsident des Russischen Eiskunstlaufverbandes (FFKKR).
Alexander Gorschkow war zuletzt erneut verheiratet mit Irina Iwanowna Gorschkowa (Ирина Ивановна Горшкова, geboren 1958). Sie brachte einen Sohn, Stanislaw Stanislawowitsch Beljajew (Станислав Станиславович Беляев, geboren 1978), mit in die Ehe.

## Ergebnisse im Eistanz
(mit Ljudmila Pachomowa)
| Wettbewerb / Jahr           | 1967 | 1968 | 1969 | 1970 | 1971 | 1972 | 1973 | 1974 | 1975 | 1976 |
| --------------------------- | ---- | ---- | ---- | ---- | ---- | ---- | ---- | ---- | ---- | ---- |
| Olympische Winterspiele     |      |      |      |      |      |      |      |      |      | 1.   |
| Weltmeisterschaften         | 13.  | 6.   | 2.   | 1.   | 1.   | 1.   | 1.   | 1.   |      | 1.   |
| Europameisterschaften       | 10.  | 5.   | 3.   | 1.   | 1.   | 2.   | 1.   | 1.   | 1.   | 1.   |
| Sowjetische Meisterschaften | 2.   | 2.   | 1.   | 1.   | 1.   |      | 1.   | 1.   | 1.   |      |